# Кафявоглаво врабче-тъкач
Кафявоглаво врабче-тъкач (Plocepasser superciliosus) е вид птица от семейство Врабчови (Passeridae).

## Разпространение
Видът е разпространен в Бенин, Буркина Фасо, Гамбия, Гана, Гвинея, Гвинея-Бисау, Еритрея, Етиопия, Камерун, Демократична република Конго, Кот д'Ивоар, Кения, Мали, Нигер, Нигерия, Сенегал, Судан, Того, Уганда, Централноафриканската република, Чад и Южен Судан.